# Clavius (crater)
Clavius este unul din craterele Lunii, denumit după matematicianul și astronomul Christophorus Clavius. Are un diametru de 225 km și o adâncime de 3 km.